# ワルシャワ通勤鉄道

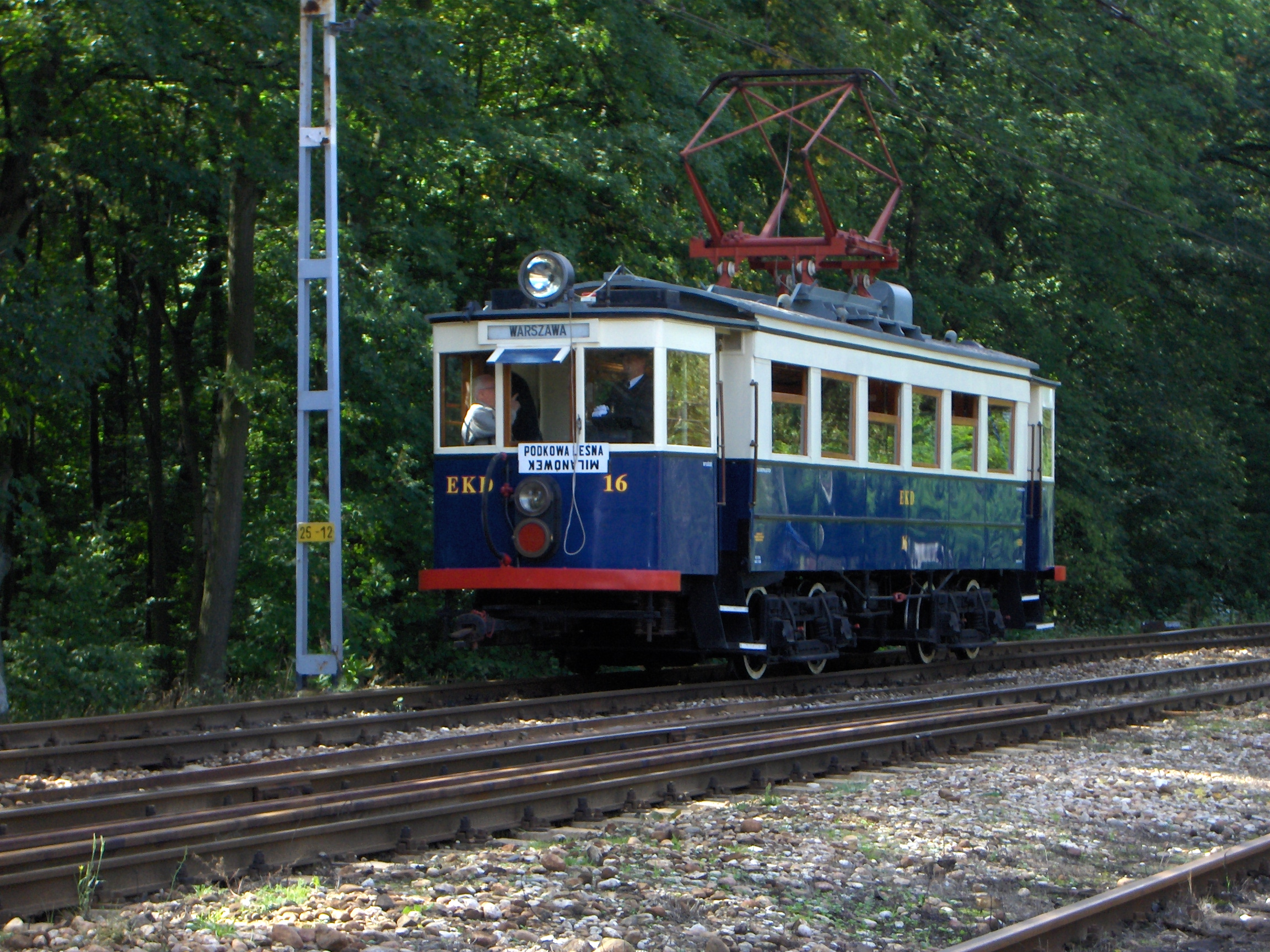
1927年より長年の主力であったEN80形電車

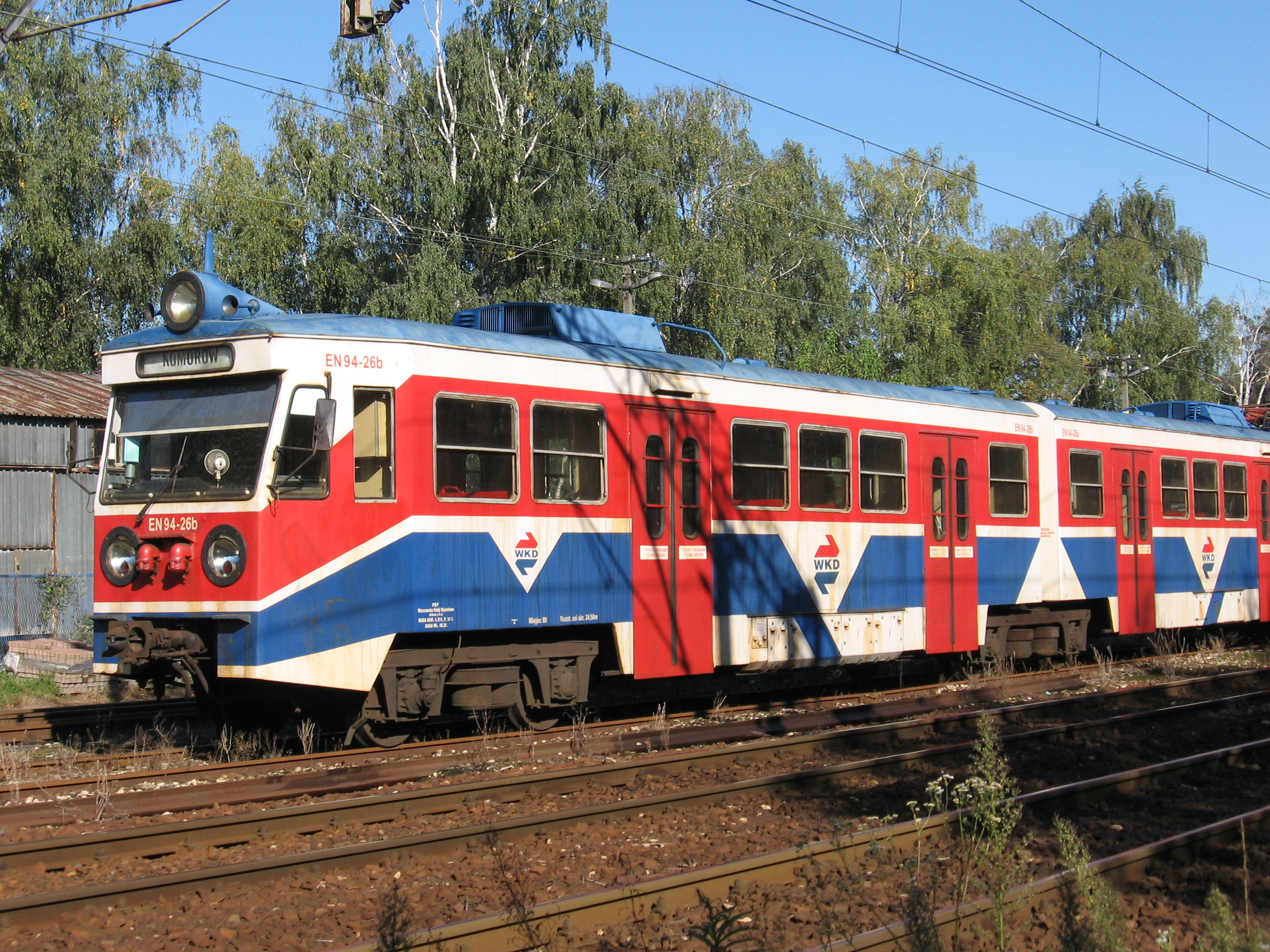
1972年より使用されているEN94形電車

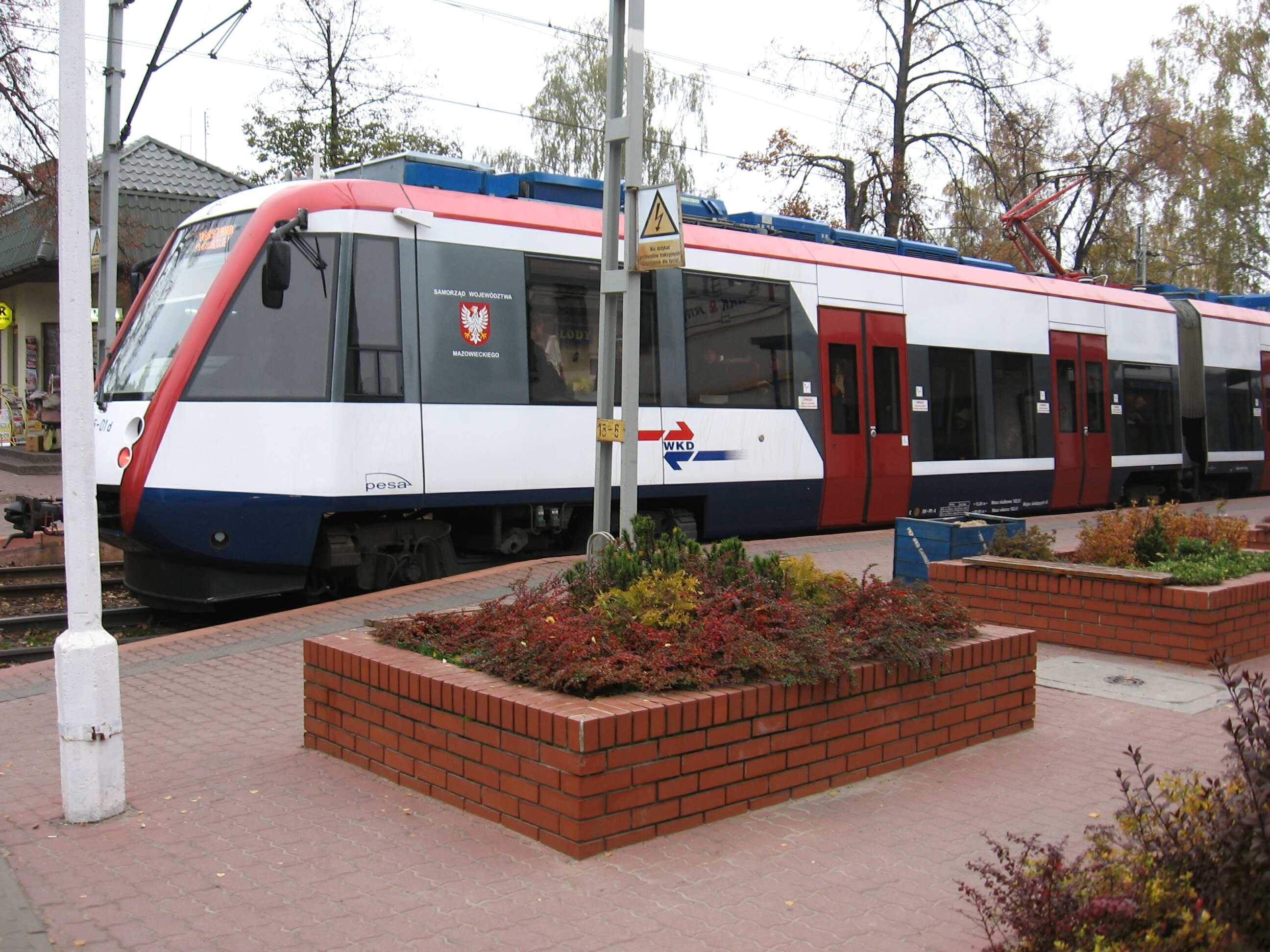
2004年に納入されたEN95形電車

ワルシャワ通勤鉄道 (ポーランド語: Warszawska Kolej Dojazdowa、略称: WKD) は、ポーランドの首都であるワルシャワにある近郊電気鉄道である。1つの支線を有し、ワルシャワと南西のグロジスク・マゾフシェとを結ぶ。

## 歴史
イギリス資本の通勤電車会社EKDが1927年にこのポーランド標準軌では初めての電気鉄道を開通させた。架線電圧は直流650Vであった。起点寄りのワルシャワ市内の一部区間は併用軌道であった。車両はイングリッシュ・エレクトリック製の電動客車と付随客車が20両ずつ用意された。1939年には1日に4000人を運び、ラッシュ時には10分間隔で電車を走らせていたが、収益には及ばず、鉄道用地を切り売りして欠損を補填していた。1947年には共産主義政権により国有化され、1951年にはポーランド国鉄の管理下に入りWKDと社号を変えた。しかし狭い建築限界と、ポーランド国鉄の直流3000Vとは異なる特有の電化システムはそのままであった。1972年には、ほぼ半世紀使用されてきた古い電車は、ヴロツワフにある国営車両工場（パファヴァク）で製造されたこの路線専用の、EN94形電車に置き換えられた。2001年にはポーランド国鉄の機構改革により分社化され、さらに2007年にはマゾフシェ県が設立した公営企業に引き継がれた。2004年にはブィドゴシュチュにあるPESA（ペーサ）社試作のEN95形電車1編成が作られ、これは実際に定期運行されているが、追加注文されることはなかった。そのかわり2010年にこの会社は14編成のまったく新設計の電車をPESA社に発注し、2012年にEN97形として登場した。この車両は架線電圧を国鉄線と同じに昇圧できる仕様を満たしている。2016年にはNewag社のEN100形が登場している。

## 運行
電車はEN95形が1編成、EN97形が14編成、EN100形が6編成在籍している他、旧型の4軸電車EN80を1両、EN94形を1編成保有している。
本線ではピーク時には15分間隔、その他の時間帯は0時から午前5時までを除き30分間隔で運行される。1時間に1本が支線の終点であるミラヌヴェク・グルドゥフ駅行きであり、残りのほとんどは本線の終点であるグロヂスク・マゾヴィェツキ・ラドンスカ駅に行く。快速運転はなく、起点であるWKDワルシャワ・シルドミエシチェ駅からグロヂスク・マゾフシェ・ラドンスカ駅までの所要時間は1時間である。途中、ポーランド国鉄線との間に非電化の連絡線があるが、定期的な運行はされていない。

## 車両

### EN80形
1927年の開業時に導入された、イングリッシュ・エレクトリック製の電車。両運転台の電動車と付随車が編成を組む形で使用され、そのうち付随車は1948年にコンスタルによって増備された他、戦災によって被害を受けた一部の電動車の普及工事がなされている。
EN94によって置き換えられる1972年まで使用されて以降は、電動車1両が動態保存されている。

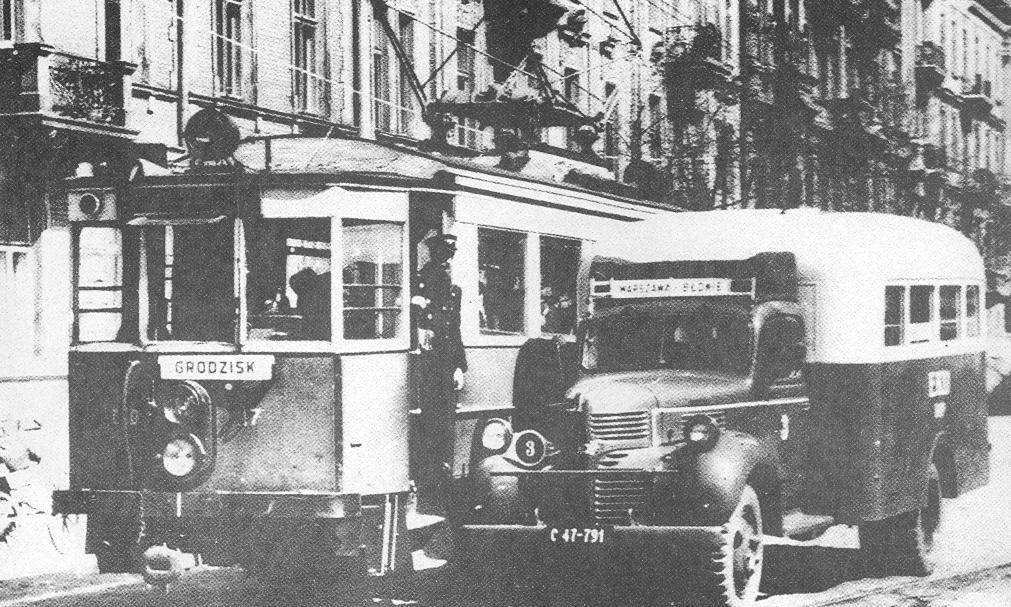
併用軌道を走るEN80形電車
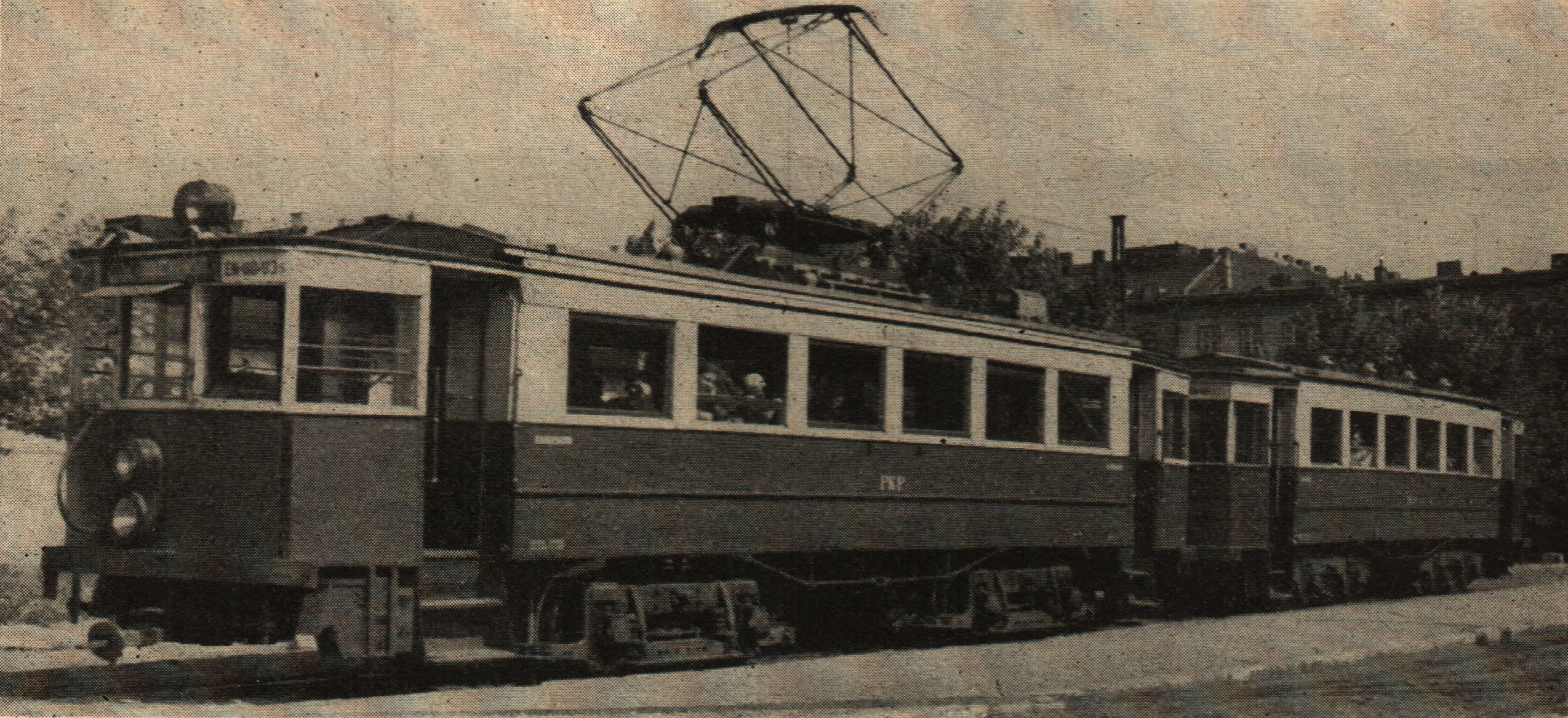
2両編成

### EN94形
国営車両工場(Pafawag)で製造された2車体連接車。1968年に試作車が製造された後、1969年から1972年にかけて量産された。通常は2編成を連結して使用された。
2004年以降新造車との置き換えが進み、2016年5月27日に営業運転から引退した。現在は1編成が保存されている。

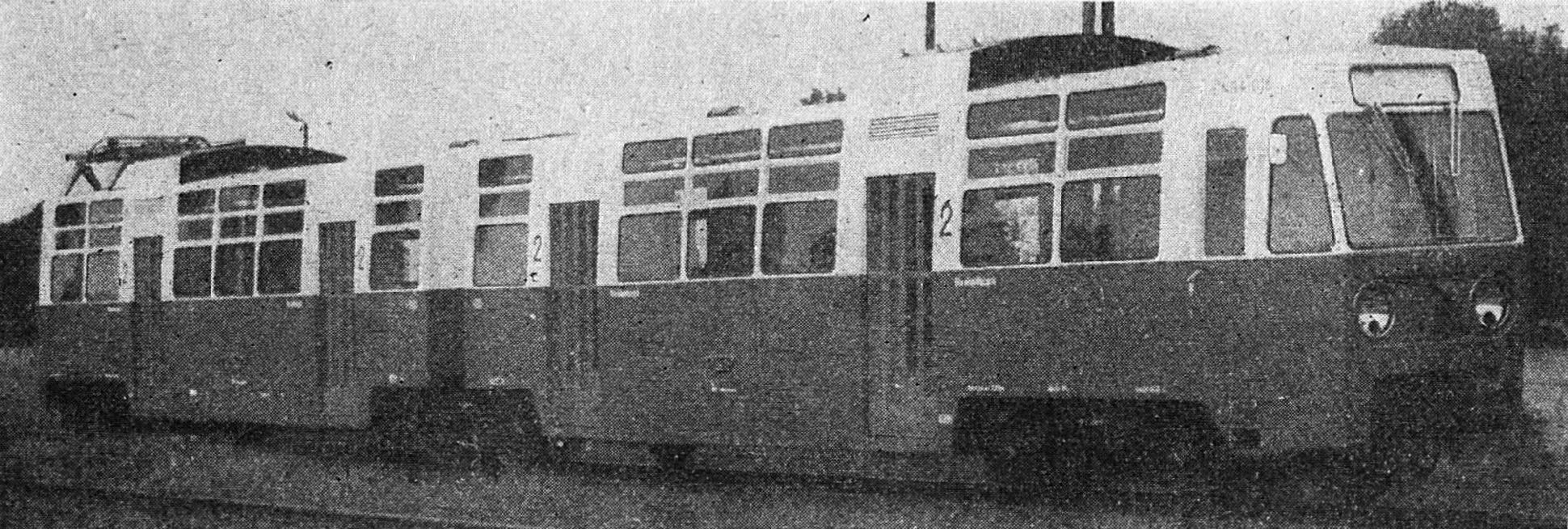
試作車
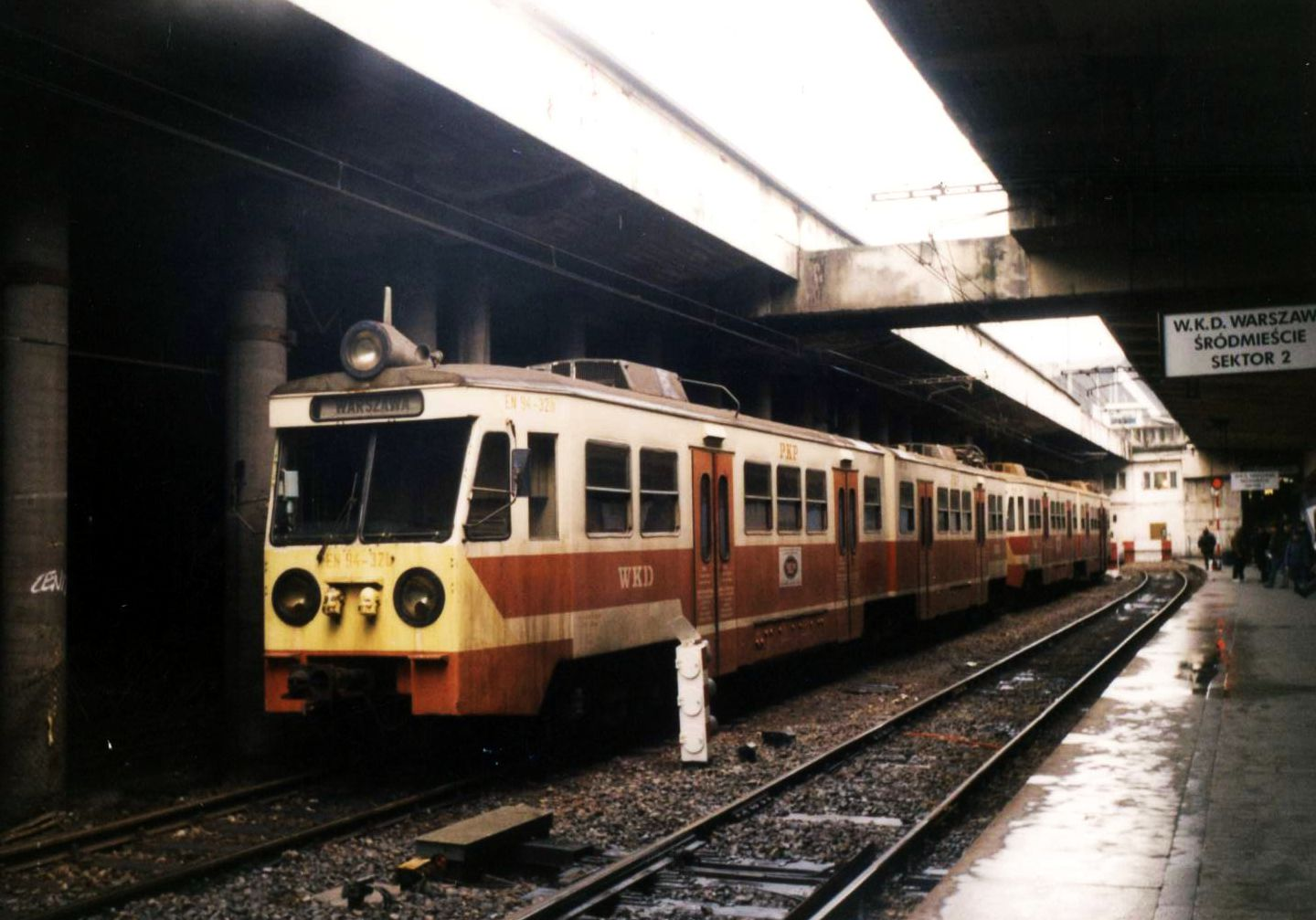
量産車の登場時の塗装

### EN95形
ペーサ（PESA）で製造された低床構造の連接車。メーカー側では「Mazovia」の愛称で呼ばれている。
試作的要素が強く故障や事故が相次ぎ、1編成のみの導入に終わった。

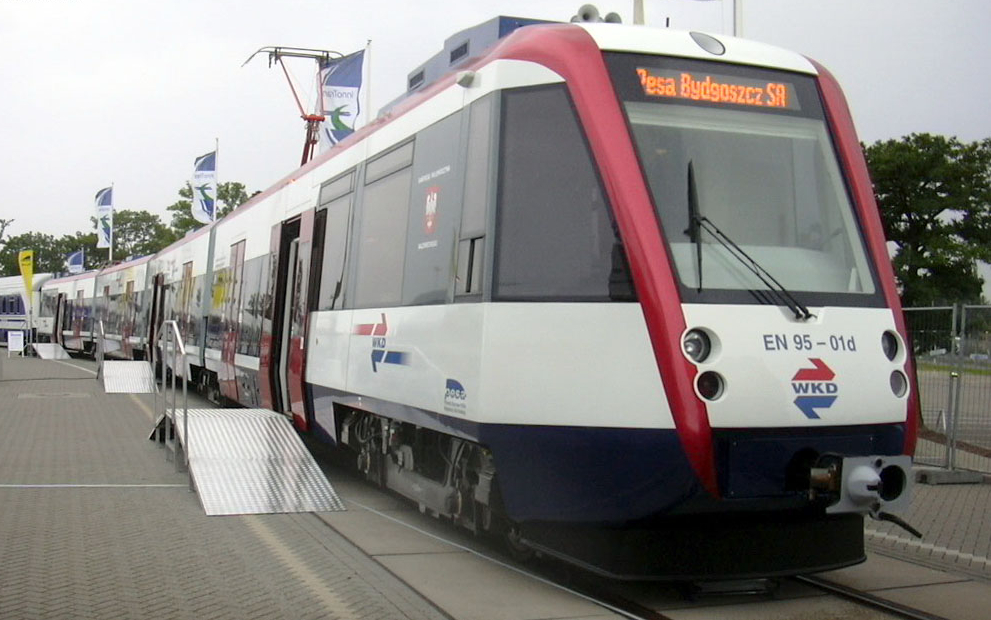
イノトランスの会場で展示されたEN95形

### EN97形
ペーサで製造された形式。片側に運転台がある低床構造の3車体連接車が2本連結する形の編成を組む。2012年2月17日から営業運転を開始した。
製造において、鉄道車両研究所「タボール」が開発に参加している。

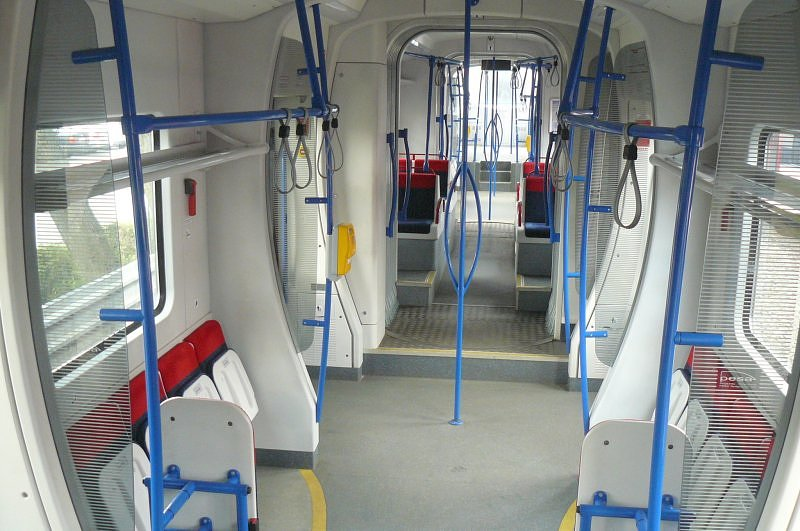
車内

### EN100形
ネヴァグ（Newag）で製造された形式。片側に運転台がある低床構造の3車体連接車が2本連結する形の編成を組む。2014年8月に製造の契約が交わされ、2016年5月28日から営業運転を開始した。

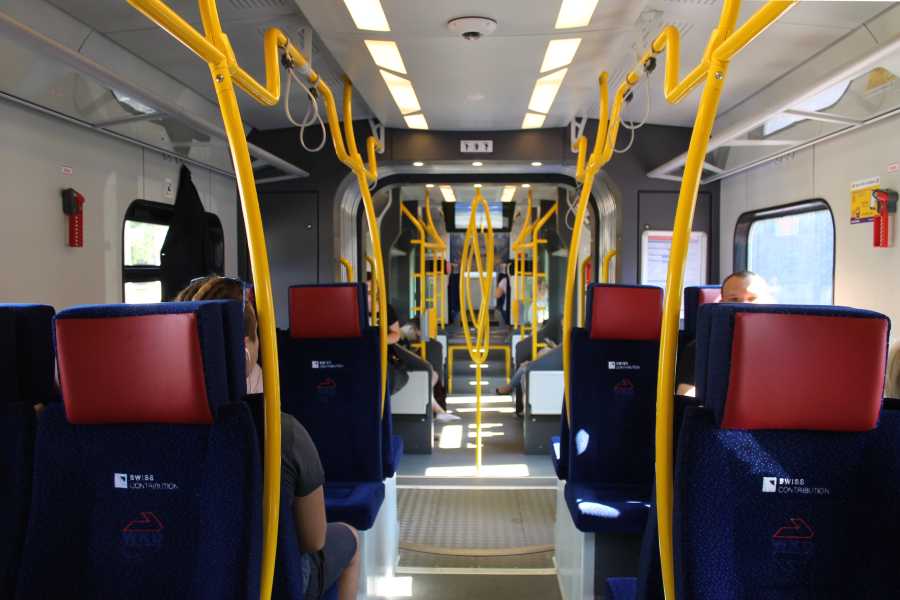
車内